# 2009年亞洲武藝運動會中華台北代表團
2009年亞洲武藝運動會中華台北代表團是中華民國（台灣）以“中華台北”名義，參與在泰國曼谷舉行的2009年亞洲武藝運動會。

## 獎牌項目

### 正式項目
| 比賽項目 | 金牌 | 銀牌 | 銅牌 | 總數 |
| 跆拳道   | 2    | 1    | 1    | 4    |
| 克拉術   | 1    | 2    | 5    | 8    |
| 空手道   | 1    | 1    | 0    | 2    |
| 柔道     | 0    | 1    | 5    | 6    |

## 柔道
- 何豫傑：男子66公斤級（ 銅牌）
- 黃君達：男子73公斤級（ 銀牌）
- 吳陳穎：男子81公斤級（ 銅牌）
- 江政安：男子90公斤級（8強）
- 謝佩玲：女子48公斤級（ 銅牌）
- 連珮如：女子52公斤級（ 銅牌）
- 韓宜頻：女子70公斤級（ 銅牌）
- 蔡秀雅：女子78公斤以上級（第5名）

## 空手道
- 謝政剛：男子對打55公斤級（ 金牌）
- 黃庠榛：男子對打67公斤級（32強）
- 嚴子堯：男子對打75公斤級（第5名）
- 陳彥卉：女子對打50公斤級（ 銀牌）
- 林琬菁：女子對打55公斤級（16強）
- 張婷：女子對打61公斤級（16強）

## 跆拳道
- 林尚德：男子58公斤級（8強）
- 羅宗瑞：男子67公斤級（ 金牌）
- 曾敬翔：男子72公斤級（ 銅牌）
- 袁明哲：男子84公斤級（8強）
- 廖唯鈞：女子51公斤級（16強）
- 官怡妏：女子55公斤級（ 銀牌）
- 張庭瑋：女子59公斤級（16強）
- 葉松江：女子72公斤級（ 金牌）

## 克拉術
- 徐鵬曜：男子66公斤級（ 銀牌）
- 陳富程：男子81公斤級（ 金牌）
- 張傑翔：男子90公斤級（ 銅牌）
- 劉懿文：男子100公斤以上級（ 銅牌）
- 余熒熒：女子48公斤級（ 銅牌）
- 黃詩涵：女子57公斤級（ 銅牌）
- 杜玉玲：女子63公斤級（ 銅牌）
- 鄭逸臻：女子70公斤級（ 銀牌）